# Spincourt
Spincourt est une commune du département de la Meuse, dans la région Grand Est, en France.
Ses habitants sont appelés les Spincourtois ou Spinosiens.

## Géographie

### Situation
La commune est située dans la plaine de la Woëvre (se prononce ouavre), sur des sols argileux, localement humide et boisée, sensibles aux phénomène de retrait-gonflement des argiles.
Ce secteur est dominé à l’ouest par un plateau calcaire dit « Hauts-de-Meuse ».

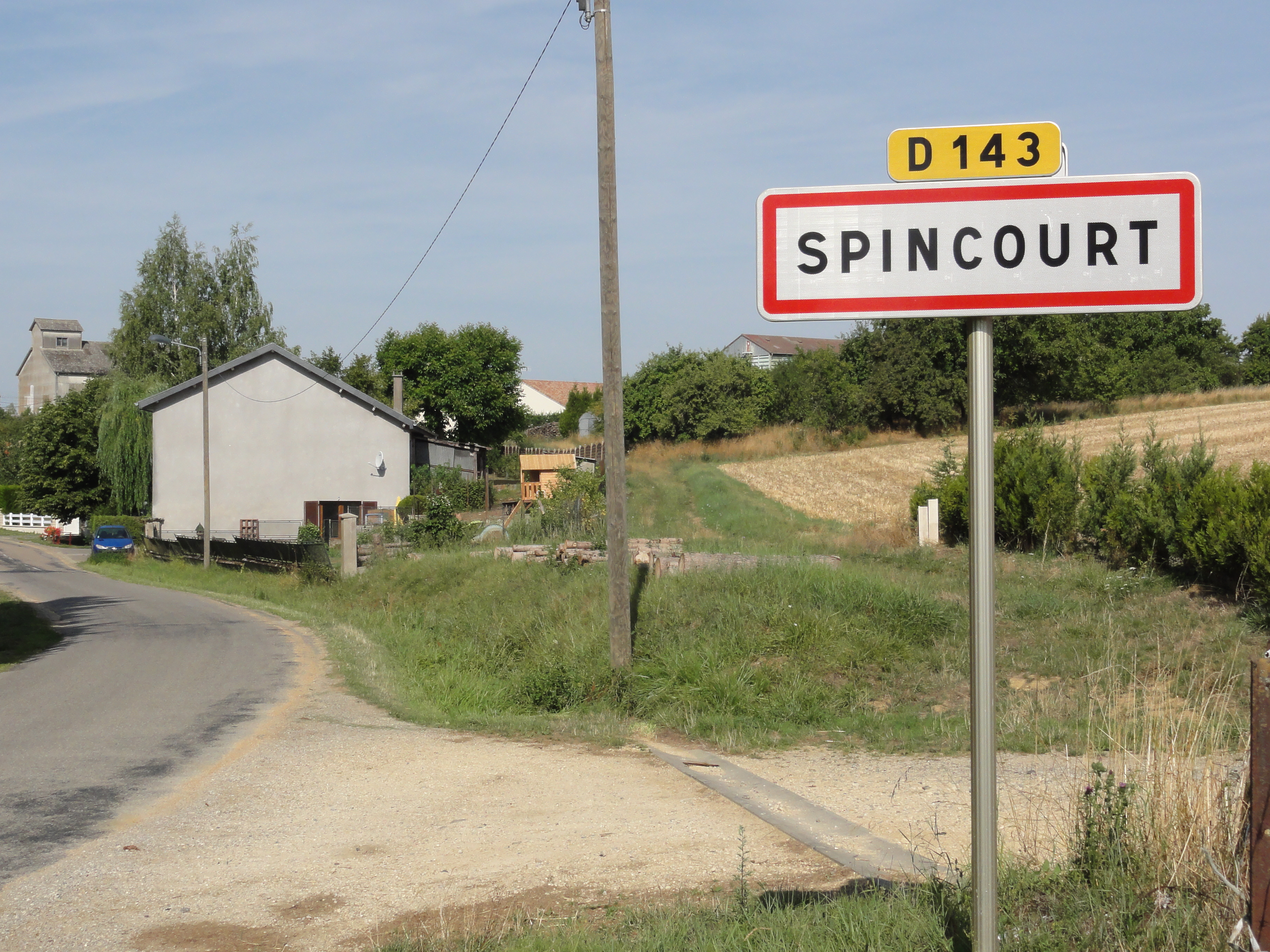
Entrée de Spincourt.
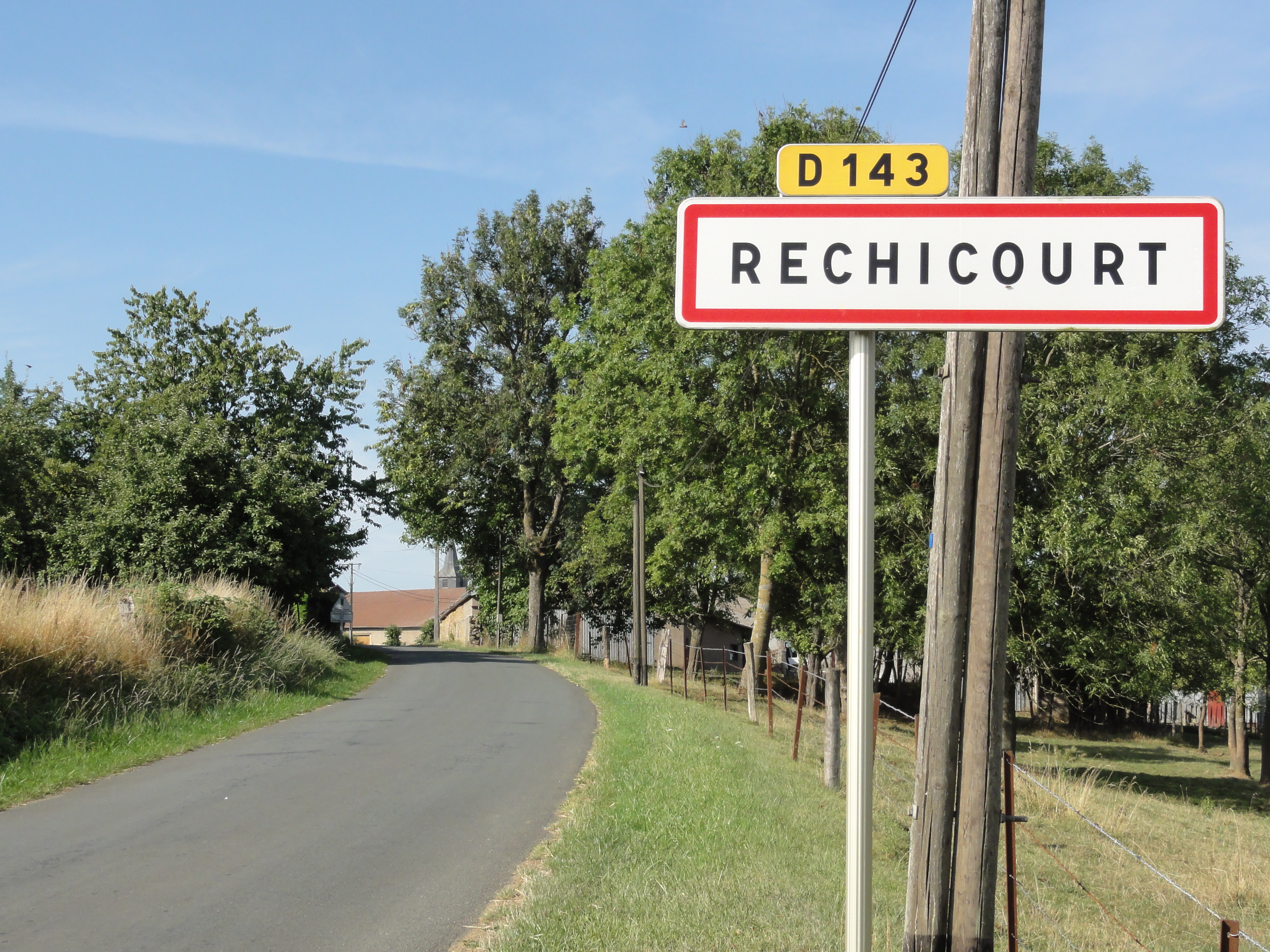
Entrée de Réchicourt.
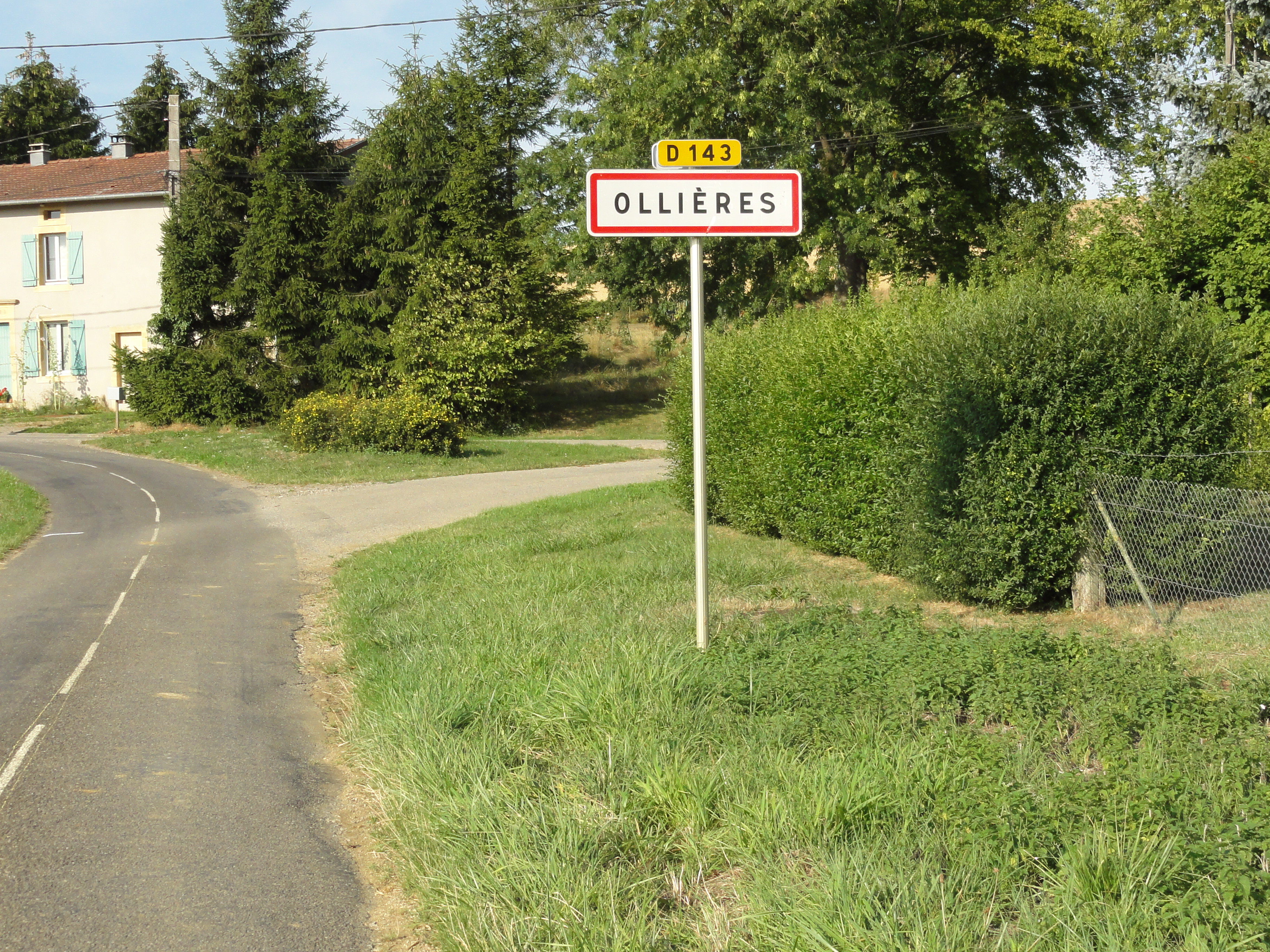
Entrée d'Ollières.

#### Communes limitrophes
| Muzeray     | Muzeray     | Saint-Pierrevillers |
| Vaudoncourt | Spincourt   | Domremy-la-Canne    |
| Vaudoncourt | Vaudoncourt | Domremy-la-Canne    |

### Hydrographie

#### Réseau hydrographique
La commune est dans le bassin versant de la Meuse au sein du bassin Rhin-Meuse. Elle est drainée par l'Othain, le ruisseau de Lamampre, le ruisseau du Moulin, le ruisseau du Vieux Moulin, le ruisseau du Puget, la Fosse des Tranchées, le ruisseau du Ruche, le ruisseau de Woecourt et le ruisseau du Moulin,.
L'Othain, d'une longueur de 67 km, prend sa source dans la commune de Gondrecourt-Aix et se jette  dans la Chiers à Montmédy, après avoir traversé 25 communes. Les caractéristiques hydrologiques de l'Othain sont données par la station hydrologique située sur la commune. Le débit moyen mensuel est de 0,59 m3/s. Le débit moyen journalier maximum est de 10,6 m3/s, atteint lors de la crue du 14 janvier 2004. Le débit instantané maximal est quant à lui de 11,1 m3/s, atteint le 13 janvier 2004.

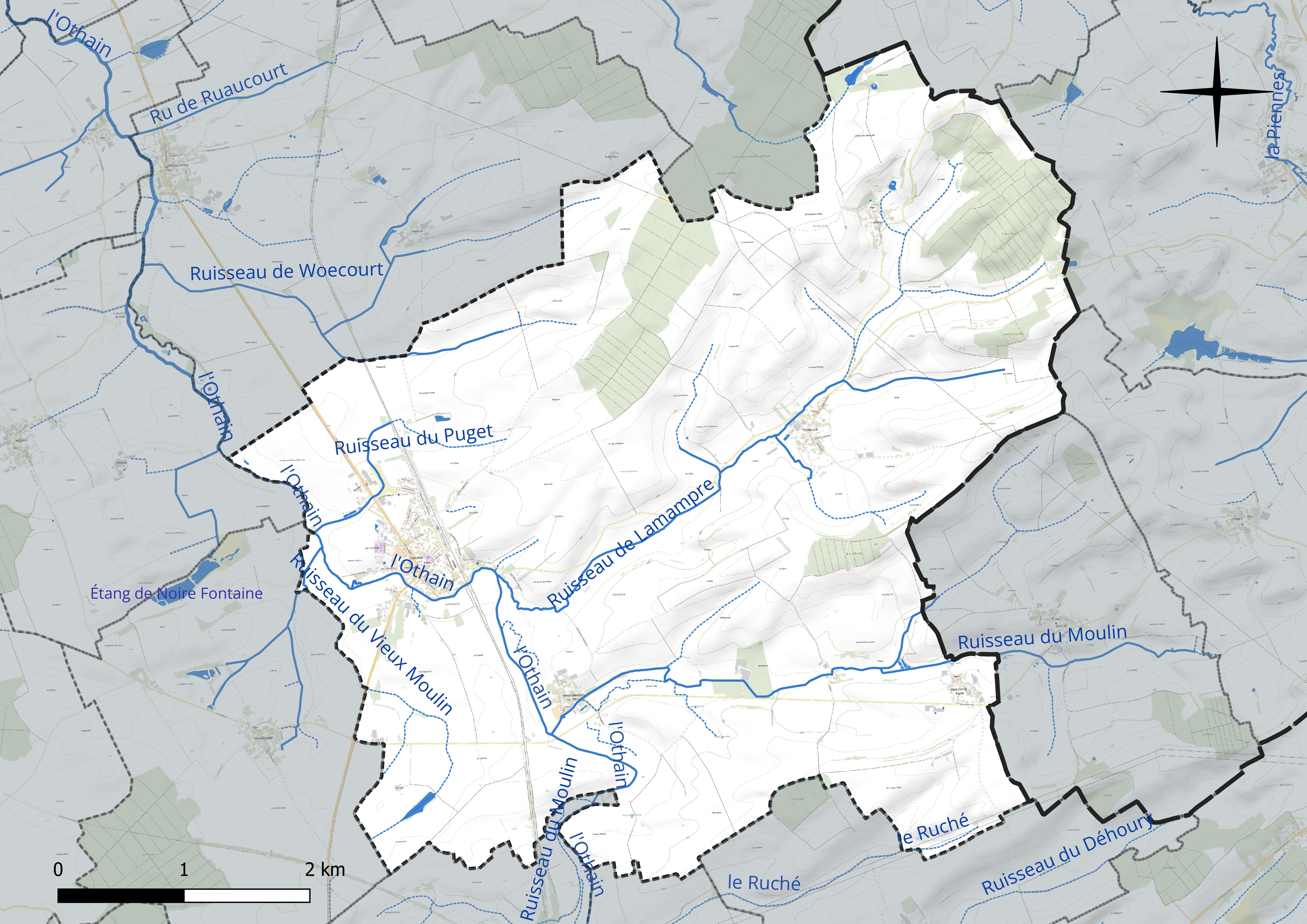
Réseau hydrographique de Spincourt.

#### Gestion et qualité des eaux
Le territoire communal est couvert par le schéma d'aménagement et de gestion des eaux (SAGE) « Bassin ferrifère ». Ce document de planification concerne le périmètre des anciennes galeries des mines de fer, des aquifères et des bassins versants hydrographiques associés qui s’étend sur 2 418 km2. Les bassins versants concernés sont celui de la Chiers en amont de la confluence avec l'Othain, et ses affluents (la Crusnes, la Pienne, l'Othain), celui de l'Orne et ses affluents et celui de la Fensch, le Veymerange, la Kiesel et les parties françaises du bassin versant de l'Alzette et de ses affluents (Kaylbach, ruisseau de Volmerange). Il a été approuvé le 27 mars 2015. La structure porteuse de l'élaboration et de la mise en œuvre est la région Grand Est. 
La qualité des cours d’eau peut être consultée sur un site dédié géré par les agences de l’eau et l’Agence française pour la biodiversité. 

### Climat
Pour des articles plus généraux, voir Climat du Grand Est et Climat de la Meuse.
En 2010, le climat de la commune est de type climat des marges montargnardes, selon une étude du Centre national de la recherche scientifique s'appuyant sur une série de données couvrant la période 1971-2000. En 2020, Météo-France publie une typologie des climats de la France métropolitaine dans laquelle la commune est dans une zone de transition entre le climat océanique altéré et le climat océanique altéré et est dans la région climatique  Lorraine, plateau de Langres, Morvan, caractérisée par un hiver rude (1,5 °C), des vents modérés et des brouillards fréquents en automne et hiver. 
Pour la période 1971-2000, la température annuelle moyenne est de 9,6 °C, avec une amplitude thermique annuelle de 16,2 °C. Le cumul annuel moyen de précipitations est de 888 mm, avec 13,2 jours de précipitations en janvier et 9,4 jours en juillet. Pour la période 1991-2020, la température moyenne annuelle observée sur la station météorologique de Météo-France la plus proche, « Rouvres-en-woevre », sur la commune de Rouvres-en-Woëvre à 12 km à vol d'oiseau, est de 10,8 °C et le cumul annuel moyen de précipitations est de 668,3 mm. 
La température maximale relevée sur cette station est de 40,2 °C, atteinte le 24 juillet 2019 ; la température minimale est de −15,4 °C, atteinte le 7 février 2012,,. 
Les paramètres climatiques de la commune ont été estimés pour le milieu du siècle (2041-2070) selon différents scénarios d'émission de gaz à effet de serre à partir des nouvelles projections climatiques de référence DRIAS-2020. Ils sont consultables sur un site dédié publié par Météo-France en novembre 2022.

## Urbanisme

### Typologie
Au 1er janvier 2024, Spincourt est catégorisée commune rurale à habitat dispersé, selon la nouvelle grille communale de densité à sept niveaux définie par l'Insee en 2022.
Elle est située hors unité urbaine et hors attraction des villes,.

### Occupation des sols
L'occupation des sols de la commune, telle qu'elle ressort de la base de données européenne d’occupation biophysique des sols Corine Land Cover (CLC), est marquée par l'importance des territoires agricoles (90,3 % en 2018), en diminution par rapport à 1990 (91,9 %). La répartition détaillée en 2018 est la suivante : 
terres arables (66,7 %), prairies (22,5 %), forêts (7,1 %), zones urbanisées (2,5 %), zones agricoles hétérogènes (1,1 %). L'évolution de l’occupation des sols de la commune et de ses infrastructures peut être observée sur les différentes représentations cartographiques du territoire : la carte de Cassini (XVIIIe siècle), la carte d'état-major (1820-1866) et les cartes ou photos aériennes de l'IGN pour la période actuelle (1950 à aujourd'hui).

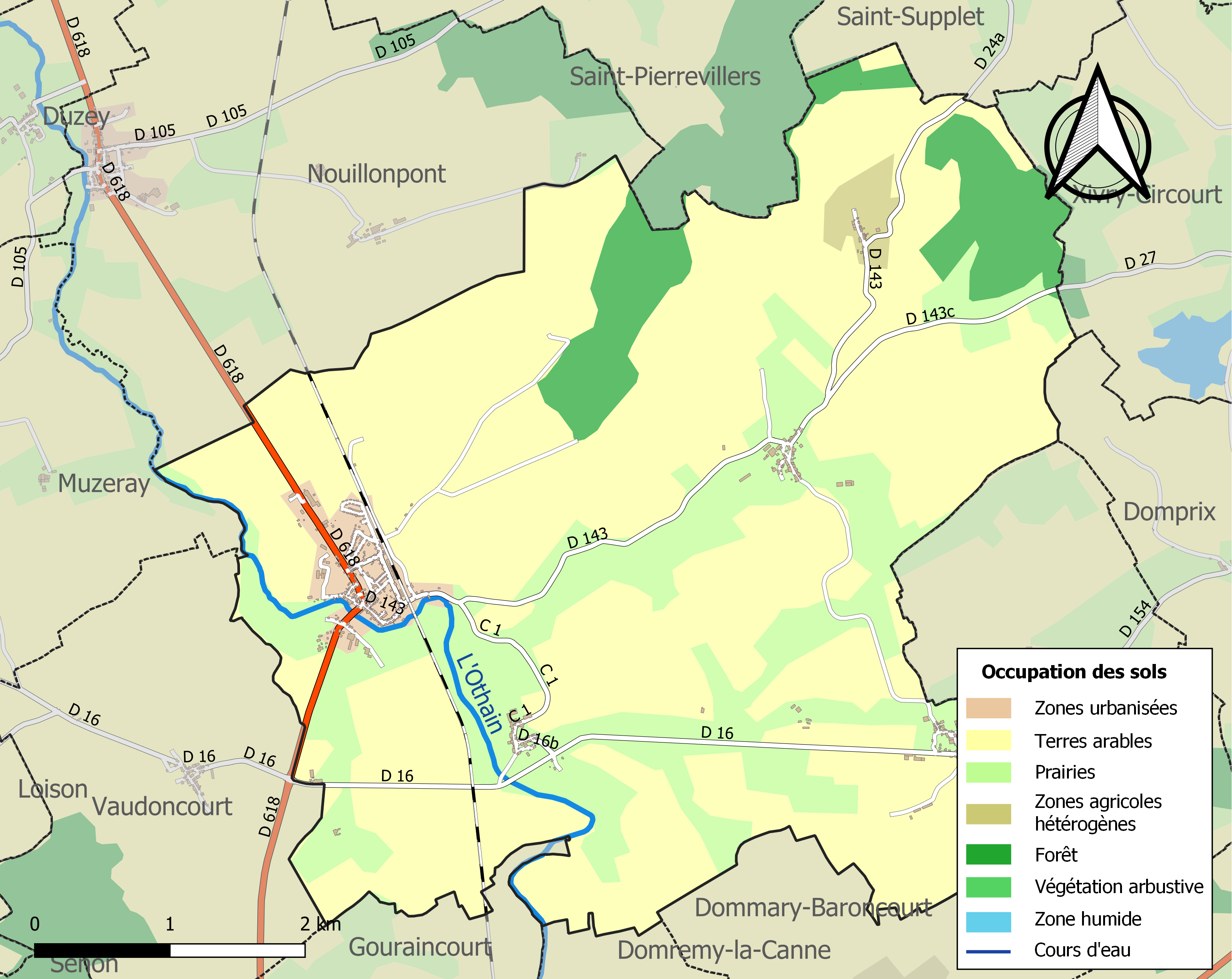
Carte des infrastructures et de l'occupation des sols de la commune en 2018 (CLC).

## Toponymie
Supincurt (1183) ; Sibiencort (XIIe siècle) ; Sepiencort (1252) ; Sepiencourt (1267) ; Sepincourt (1267) ; Sibeycourt (1593) ; Sbincourt (1642) ; Sebincour (1656) ; Sbinicuria (1738) ; Sebincourt (1745) ; Spinicuria (1749) ; Sapiencourt (1756)[réf. nécessaire].

## Histoire

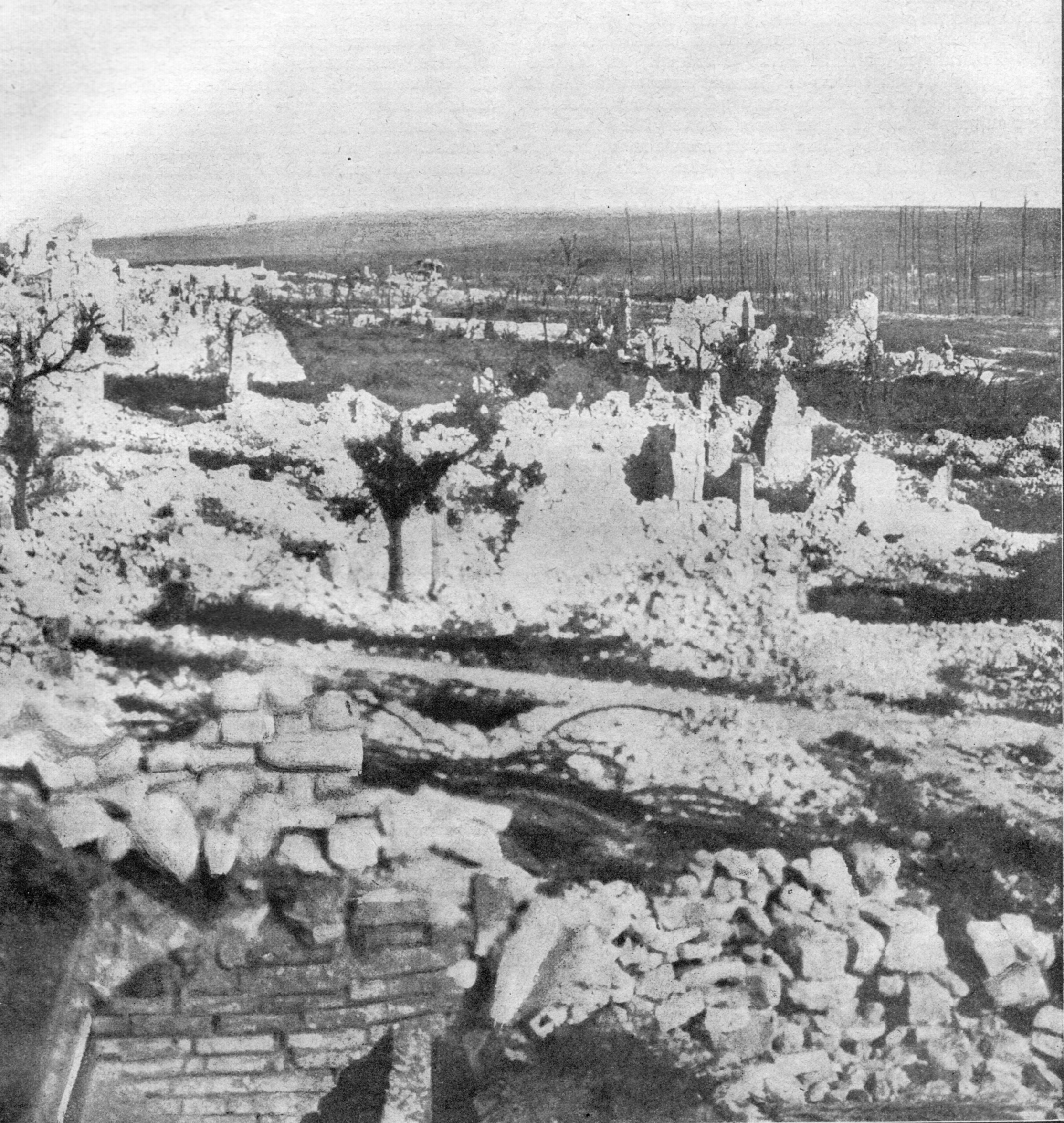
Ruines, de Haucourt lors de la Première Guerre mondiale.

Spincourt faisait partie avant 1790 du Barrois non mouvant, et était chef-lieu de marquisat. Le marquisat de Spincourt fut érigé par lettres patentes du 12 avril 1723.

### Première guerre mondiale
Cette région est ensuite surtout connue des historiens comme particulièrement meurtrie par la « Grande guerre » qui dès ses débuts (les 20 et 30 août 1914) a vu de violents combats se dérouler sur la commune (le 25 août, le village était en partie incendié par des soldats allemands). 
 Le 21 février 1916, le tonnerre des canons marque le début de la bataille de Verdun. Situé sur le secteur de Verdun, le village perdu par les troupes françaises le 31 mars 1916 et repris le 26 septembre 1918 disparaîtra totalement sous l'acharnement des pilonnages des obus français et allemands. À partir de ce moment, durant toute la guerre, la commune est contrôlée par l'armée allemande qui établira notamment un dépôt de munitions à un demi-kilomètre de la ferme de Rampont à Muzeray, dépôt qui à partir de 1917 abritera une grande quantité d'obus chimiques à croix bleu, plus efficaces que la première génération d'obus chimiques à laquelle les alliés avaient trouvé des parades relativement efficace (masques à gaz). Ces nouveaux obus, enrichis de composés arséniés provoquaient de violentes séries d'éternuements et/ou des vomissements forçant les soldats à soulever leur masque et à inhaler des gaz de combat qui leur brulaient les yeux, la peau et les poumons.
C'est un peu au sud de Spincourt, que l’armée allemande est pour la première fois arrêtée, les 24 et 25 aout 1914, permettant aux français de la IIIe armée de franchir la Meuse pour s’installer à l’est de Verdun sur les Hauts-de-Meuse pour notamment défendre Douaumont, Vaux et Thiaumont.

### Après-guerre
Juste après l'armistice, ce secteur fait partie de la zone rouge (théoriquement interdite à toute forme d'agriculture)  puis elle est en partie réenforestée lors de la reconstruction.
Alors que le village entame sa reconstruction, à la suite d'une décision des armées alliées (datée du 17 novembre 1918), une partie du foncier de la commune et des communes voisines est réquisitionnée par l'autorité militaire pour y rapidement établir un dépôt de munitions récupérées dans le cadre des opérations de nettoyage et de désobusage des champs de bataille.

Il s'agit principalement de Munitions non explosée ou n'ayant pas été utilisées durant le conflit (« obus toxiques » notamment). Le premier dépôt est installé autour de la ferme de Rampont. Mi-août 1919, cet énorme dépôt contenait déjà 1 200 000 obus selon le ministère des Régions libérées, et il avait déjà subi plusieurs incidents (feux, explosions). Un mois plus tard (septembre 1919), le stock contenait environ 1 000 000 obus asphyxiants et 300 000 obus normaux.
Un centre de démantèlement de munitions (avec récupération lorsque possible des nitrates des douilles, des métaux ou d'autres composants d'intérêt pour l'industrie) est alors mis en place. Cette petite usine a traité plusieurs dizaines de milliers d'obus chimiques, d'abord avec des prisonniers de guerre allemands encadrés par des militaires français ou alliés.
Un marché civil est signé par le sous-secrétariat aux finances le 17 septembre 1919 avec la société Clere, Schwander et Cie, qui s'inscrira dans le cadre d’un dispositif administratif contractuel lancé en 1920 pour accélérer et industrialiser le désobusage (alors que les prisonniers de guerre sont rentrés en Allemagne et que la démobilisation des soldats de l'artillerie s'achève). La société, gérée par deux ingénieurs de Paris (Messieurs Clere et Schwander) est bientôt rebaptisée  Société anonyme de destruction de munitions. Ses travaux de démantèlement des obus (visant aussi la récupération des métaux et d'autres matière (nitrates...) ou gaz d'intérêt économique) doivent se faire dans le respect d'un cahier des charges imposés par l’État français, et sous le contrôle du Préfet de la Meuse (P. Emery). La population s'oppose au projet d’usines de démantèlement (par une pétition datée du 2 juin 1920). Mais une usine est néanmoins construite à Muzeray (zone aujourd’hui cultivée ou occupée par des prairies), et des ateliers de démantèlement sont installés sur le site de l’ancien champ d’explosion de Noire Fontaine, à Vaudoncourt (zone aujourd’hui réenforesté).
En avril 1922, 1 500 000 obus chimiques sont présents sur le site de la Gélinerie (canton de Damville), le dernier apport étant le contenu (obus antérieurement stockés à Baroncourt) de 400 wagons environ arrivés dans une gare située au nord-est de Spincourt. Des pétardages se font  près de la ferme d'Harauville, à l'ouest de Nouillonpont, alors que les obus à gaz sont emportés par une compagnie de 308 prisonniers de guerre basée à Spincourt pour être mis en dépôt sur le site de Rampont. Ces obus viennent pour certains de Belgique, des Ardennes et même de la Somme (selon un article du journal l'Eclair de l'Est,.
Le Général Regnier, commandant d'artillerie du VI corps d’armée et de la VIe région militaire, est responsable du désobusage de la région de Verdun, qui se fait notamment par le Service de récupération des munitions (S.R.Mu). Un courrier signé de lui (27 mars 1919) transmet une note au S.R.Mu ordonnant que les munitions françaises -en assez bon état pour être transportées et être réutilisables- soient envoyées au Camp de Chalons (depuis renommé  camp de Mourmelon, dans le département de la Marne), et à Jaulny-Déramée (forts du Rozelier et de Jaulny sur l’actuel terrain militaire du Rozelier, au sud-est de Verdun). La note précise que les engins chimiques doivent eux, être envoyés sur le seul site « de la ferme de la Gélinerie », à la lisière ouest de la forêt de Spincourt, sur la commune d’Azannes-et-Soumazannes. Selon une autre note (du 5 mai 1920), 28 000 obus chimiques sont présents sur le site de la Gélinerie.

Là, les obus étaient stockés entre deux voies ferrées, sur un terrain de 200 mètres de long, répartis en neuf îlots qui ont pu  contenir (ensemble) de 300 000 à 400 000 munitions.

La population, via le Bulletin Meusien, savait qu’il s’agissait en grande partie d'obus chimiques, de même que les personnels des Eaux et Forêts. Les opérateurs et démineurs de l’époque estimaient qu’un obus sur cent environ était « fuyard », c’est-à-dire perdait spontanément un peu de son contenu toxique. Un autre dépôt est constitué dans le « Bois du Blanc Etoc » non loin de là. Une partie du stock de la Gélinerie est transféré en 1920 dans le bois du Blanc Etoc, dans la forêt même, alors que l’autre partie fait l’objet de destruction par pétardage près de la ferme de la Gélinerie : « Il reste encore un dépôt d’obus toxiques près de la ferme de la Gélinerie (Azannes) mais on les fait sauter à raison de deux à trois mille par jour » précise un témoignage repris par le Bulletin Meusien du 20 octobre 1923. La société F.N. Pickett & Fils contractualisera avec le gouvernement français (puis belges et anglais) la destruction d'obus chimiques, sur la base d’une méthode qu’elle a développée pour en récupérer les métaux de manière rationnelle et industrielle. Cette méthode, qui semble en fait avoir été inventée ou proposée par l'officier ingénieur russe Michael Kostevitch) a probablement d’abord été testée sur le site de stockage et démantèlement dit C-Factory situé en Forêt de Trélon ; elle  est présentée en 1924 par les autorités françaises (Ministère de la guerre) comme la meilleure méthode (et elle sera aussi, à ce titre, imposée à la société Clere & Scwander dans le département de la Meuse). Le ministre de la guerre précise à F.N Pickett (le 31 mars 1924) dans un courrier qui ressemble à une lettre de recommandation, que cette méthode est la meilleure et que « Les ajustements de cette méthode ont été perfectionnés entièrement par vos bons soins. Tous les autres « gaz » ont causé des appréhensions les plus graves que vous êtes capable de réduire grâce à votre admirable organisation pour laquelle la question de l’argent ne pèse pas. Nous vous informons que votre société a été rendue officielle dans tous nos chantiers de démantèlement de munitions (Spincourt, Camp de Chalons, etc.) ». Cette société  exploitera  le site aujourd’hui dit « la place à gaz » de la forêt de Spincourt dans la Meuse, et treize autres usines de démantèlement de munitions entre 1920 et 1925 sur le territoire français de l’actuelle région des Haut-de-France, en commençant a Trélon et cessant a priori en 1928 après abandon du site de la forêt de Spincourt où environ 200 000 obus ont été démantelés et leur contenu brûlé sur place. Cette société aurait pu être favorisée par l’embauche du Général Camille Régnier-Vigouroux, retraité qui avait antérieurement décidé de rassembler les munitions chimiques de la VIe Région à la ferme de la Gélinerie. Cette situation de conflit d'intérêts lui vaudra d’ailleurs ensuite d'être poursuivi devant la justice. Le site de la "place à gaz" a été consacré à la destruction d’obus allemands à croix bleue (à chargement chimique solide).

### Séquelles environnementales de guerre
À partir de 1919 deux vastes stocks de munitions chimiques sont créées dans la commune. En raison de la toxicité des munitions leur destruction in situ ne peut qu'être polluante (« There are no proper methods to eliminate ammunition », c'est-à-dire 'il n'y a pas de méthode propre pour éliminer des munitions' écrivait en 1920 Francis Norman Pickett).
Le démantèlement des obus et autres munitions est entamé par l'armée française et des prisonniers de guerre, puis transféré dès 1920 à des sociétés civiles qui utilisent des méthodes visant à décomposer sous l'effet de la chaleur et/ou du lavage à l'eau chaude des obus ou d'autres types de contenants de toxiques chimiques.
- La société Clere & Schwander exploitait ainsi deux usines à Spincourt utilisant une méthode de destruction par le feu (à ciel ouvert) et de nettoyage des obus par lavage, afin de récupérer les métaux. L'un des sites où Clere & Schwander détruisait des munitions est aujourd'hui cultivé avec une tache centrale où malgré la dissémination des toxiques par le lessivage, le labour et l'export par les cultures depuis un siècle, les plantes cultivées continuent à mourir, ou en périphérie à mal pousser.
- La société F.N. Pickett & Fils utilise la détonation à ciel ouvert sur un autre site, et traitera ensuite en quelques années environ 200 000 obus aux contenus arsenicaux (Clark 1 et Clark 2) qui seront brûlés en forêt de Spincourt sur le site dit « place à gaz » (sise sur la commune de Gremilly dans la forêt de Spincourt) où près d'un siècle plus tard, sur la partie centrale du site, toutes les espèces végétales, animales et fongiques continuent à mourir tant le sol est pollué. Même les espèces dites métallophytes habituellement résistantes aux sols très pollués par des métaux n'y poussent pas[24].

Ce site, bien que visiblement extrêmement pollué par de l’arsenic et d’autres métaux, mais aussi par des dioxines et furanes provenant de la combustion de molécules chlorés et par de nombreux autres composés toxiques (perchlorates notamment), n’a commencé à être scientifiquement étudié qu’en 2007 par deux scientifiques allemands.
Les séquelles chimiques et écologiques sont ignorées durant près d'un siècle jusqu’au moment où, après une première évaluation scientifique, les médias signalent, à partir de 2007, le problème,,,,. Selon D Hubé (2017), Spincourt est « un exemple de l'ignorance de la contamination des sols laissée par la Première Guerre mondiale dans la planification de l'utilisation des sols. En outre, une contamination de l'eau de boisson par des perchlorates est observée à l'échelle régionale le long ou à proximité de l'ancien front en France. Il est probablement lié aux explosifs puissants au perchlorate laissés sur les champs de bataille et/ou sur les sites de destruction de munitions. Mais une origine agricole est également possible. Des recherches supplémentaires sont nécessaires pour évaluer les risques et restaurer la mémoire des sites oubliés et des contaminations ».

Selon l'association Robin des bois : « Le gibier et les produits végétaux issus des forêts de guerre peuvent être pollués par le plomb, d’autres métaux et des composés chimiques. Il n’y a pas de recherches coordonnées et publiques à ce sujet ».

### Fusion de communes
Le 1er mars 1973, Spincourt fusionne avec Haucourt-la-Rigole, Houdelaucourt-sur-Othain, Ollières et Réchicourt sous le régime de la fusion-association.

## Politique et administration

### Liste des maires
| Période                                  | Période                   | Identité                                       | Étiquette                | Qualité                                                                  |
| ---------------------------------------- | ------------------------- | ---------------------------------------------- | ------------------------ | ------------------------------------------------------------------------ |
| Les données manquantes sont à compléter. |                           |                                                |                          |                                                                          |
| 1871                                     | janvier 1878              | Eugène Billy                                   | Union Républicaine       | Avocat Conseiller général de la Meuse (1871-1878)                        |
| janvier 1878                             | novembre 1898             | Gabriel Royer                                  | Républicain opportuniste | Officier à la retraite Député (1879-1898) Conseiller général (1878-1880) |
| Les données manquantes sont à compléter. |                           |                                                |                          |                                                                          |
| mars 2001                                | En cours (au 25 mai 2020) | François Brelle Réélu pour le mandat 2020-2026 |                          |                                                                          |

### Situation administrative
Chef-lieu du canton de Spincourt.
Depuis 1973, quatre villages lui sont associés avec la dénomination de Commune de Spincourt :
- Haucourt-la-Rigole,
- Houdelaucourt-sur-Othain,
- Ollières,
- Réchicourt[Note 4].

## Population et société

### Démographie
L'évolution du nombre d'habitants est connue à travers les recensements de la population effectués dans la commune depuis 1793. Pour les communes de moins de 10 000 habitants, une enquête de recensement portant sur toute la population est réalisée tous les cinq ans, les populations de référence des années intermédiaires étant quant à elles estimées par interpolation ou extrapolation. Pour la commune, le premier recensement exhaustif entrant dans le cadre du nouveau dispositif a été réalisé en 2004.

En 2022, la commune comptait 815 habitants, en évolution de −3,66 % par rapport à 2016 (Meuse : −4,4 %, France hors Mayotte : +2,11 %).
| 1793 | 1800 | 1806 | 1821 | 1831 | 1836 | 1841 | 1846 | 1851 |
| ---- | ---- | ---- | ---- | ---- | ---- | ---- | ---- | ---- |
| 315  | 328  | 426  | 434  | 507  | 512  | 461  | 461  | 480  |

| 1856 | 1861 | 1866 | 1872 | 1876 | 1881 | 1886 | 1891 | 1896 |
| ---- | ---- | ---- | ---- | ---- | ---- | ---- | ---- | ---- |
| 504  | 505  | 515  | 479  | 519  | 508  | 503  | 466  | 453  |

| 1901 | 1906 | 1911 | 1921 | 1926 | 1931 | 1936 | 1946 | 1954 |
| ---- | ---- | ---- | ---- | ---- | ---- | ---- | ---- | ---- |
| 484  | 473  | 449  | 657  | 582  | 570  | 522  | 446  | 477  |

| 1962 | 1968 | 1975 | 1982 | 1990 | 1999 | 2004 | 2006 | 2009 |
| ---- | ---- | ---- | ---- | ---- | ---- | ---- | ---- | ---- |
| 457  | 465  | 722  | 729  | 637  | 667  | 743  | 764  | 818  |

| 2014 | 2019 | 2022 | - | - | - | - | - | - |
| ---- | ---- | ---- | - | - | - | - | - | - |
| 837  | 832  | 815  | - | - | - | - | - | - |

### Manifestations culturelles et festivités
Foire commerciale en avril.
Foire aux puces 2e dimanche d'octobre.

## Culture locale et patrimoine

### Lieux et monuments

#### Monuments religieux
- L'église Saint-Hubert à Haucourt-la-Rigole XIXe siècle.
- L'église Saint-Gorgon à Houdelaucourt-sur-Othain XVIIIe siècle.
- L'église Saint-Clément à Ollières XVIIIe siècle.
- L'église Saint-Martin à Réchicourt XVIIIe siècle.
- L'église Saint-Pierre à Spincourt de 1753 n'est pas caractéristique d'un style particulier. Elle détient une relique autrefois présentée comme parcelle de la Vraie Croix et des reliques de différents martyrs.
- Croix sculptée à Spincourt
- Croix sculptée, dite croix carolingienne à Ollières.
- Croix sculptée sur le mur du cimetière à Ollières, au recto un calvaire, au verso les saints Cosme et Damien.

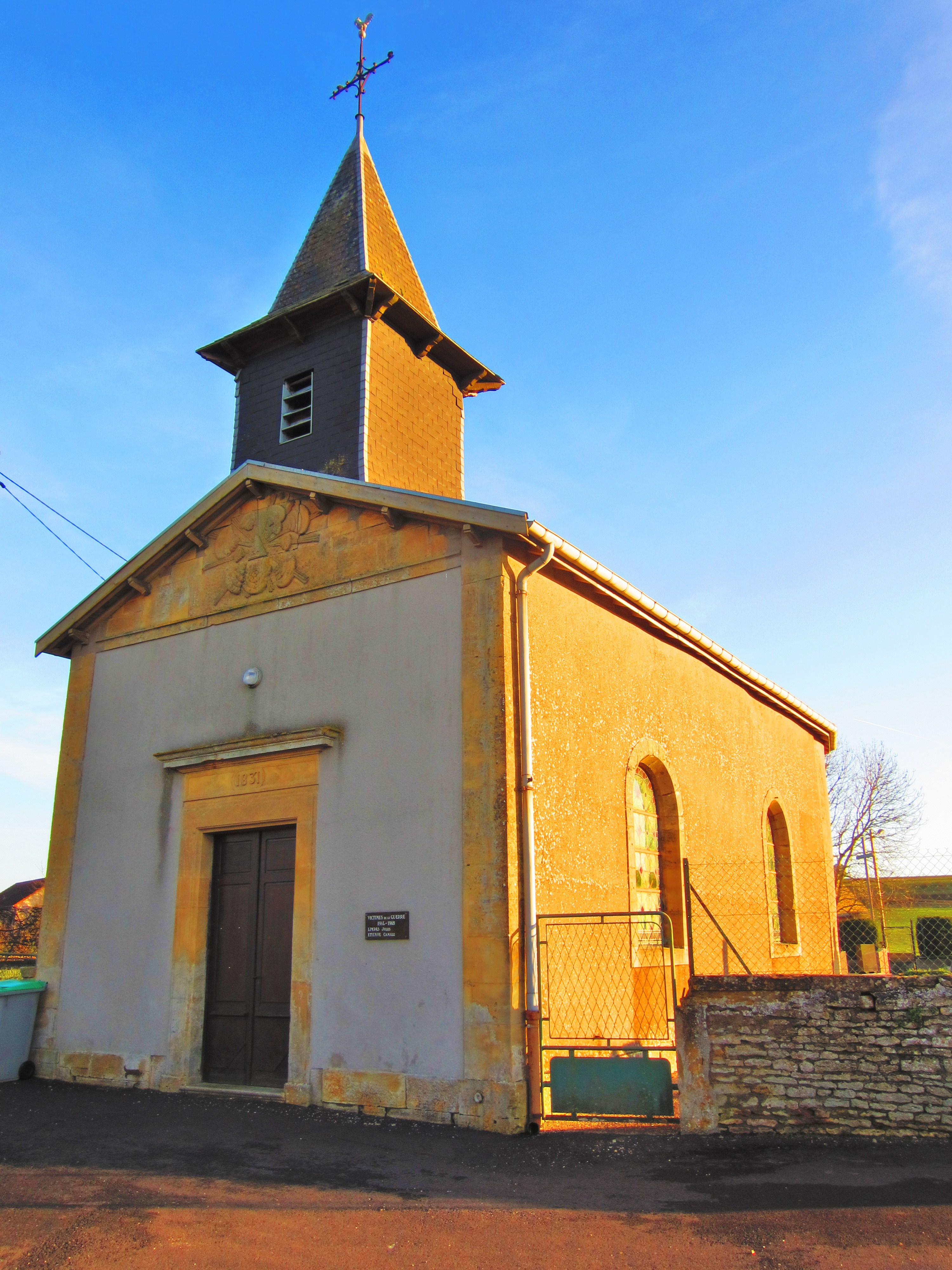
L'église Saint-Hubert de Haucourt-la-Rigole.
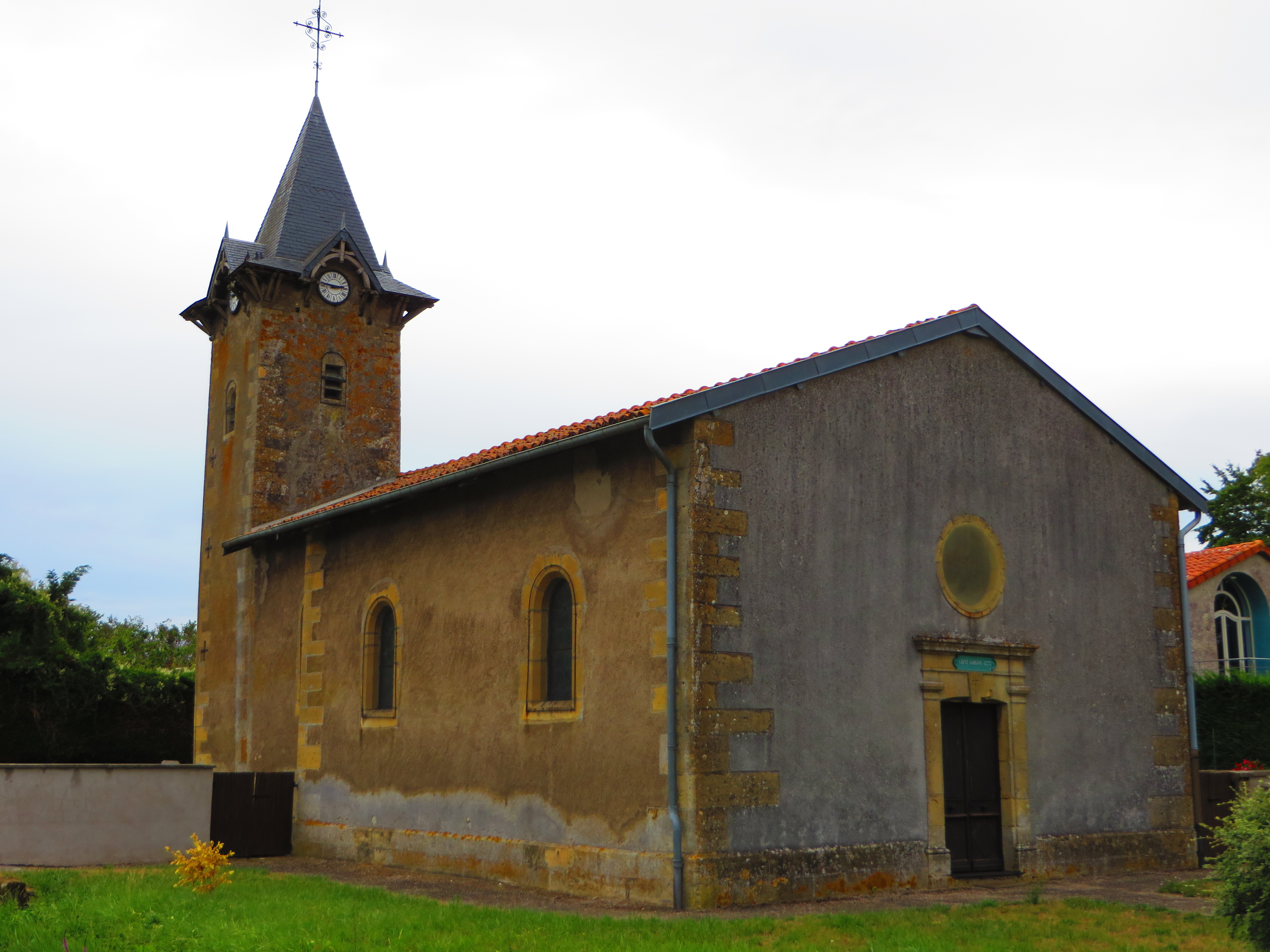
L'église Saint-Gorgon de Houdelaucourt-sur-Othain.
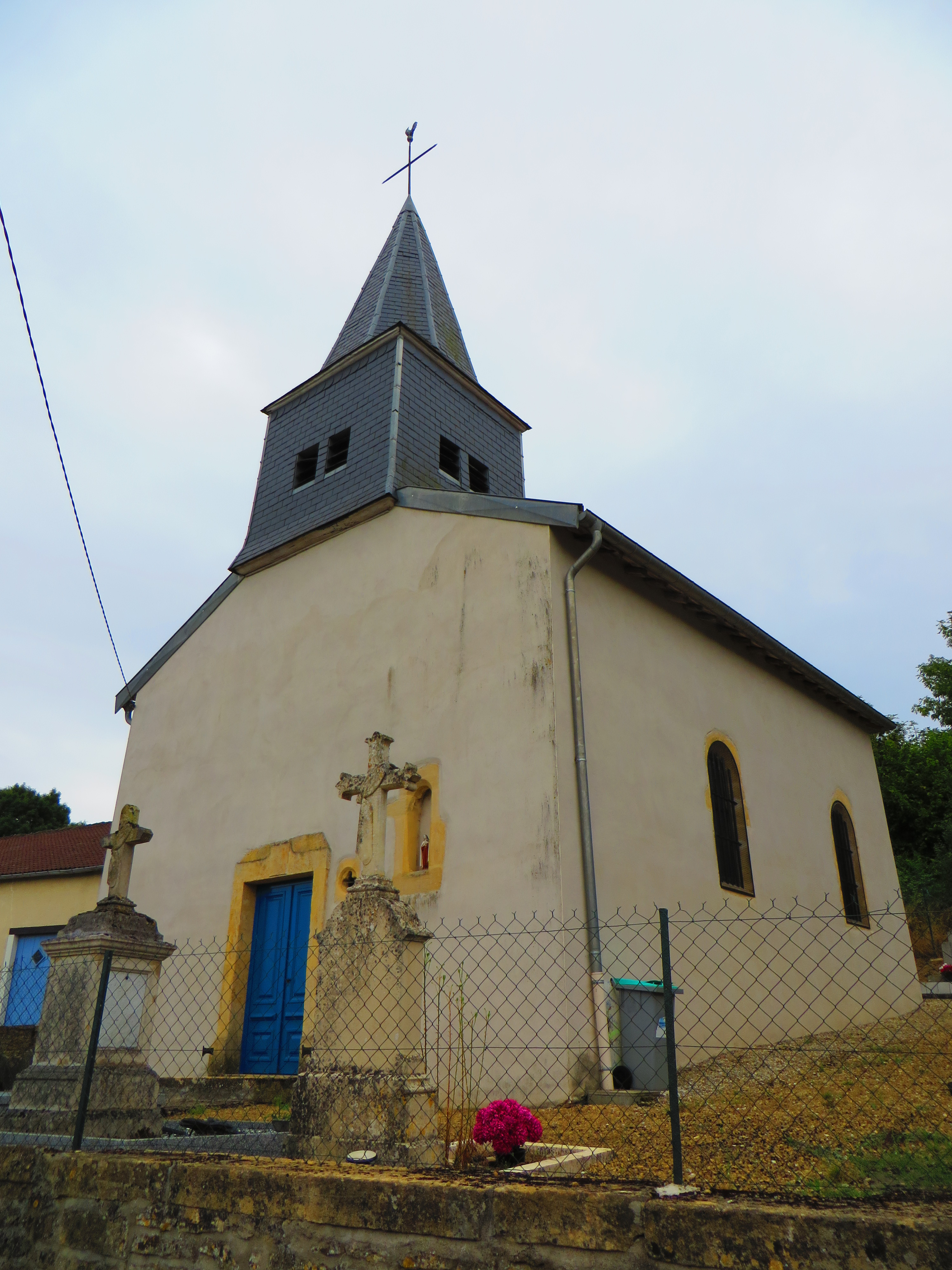
L'église Saint-Clément de Ollières.
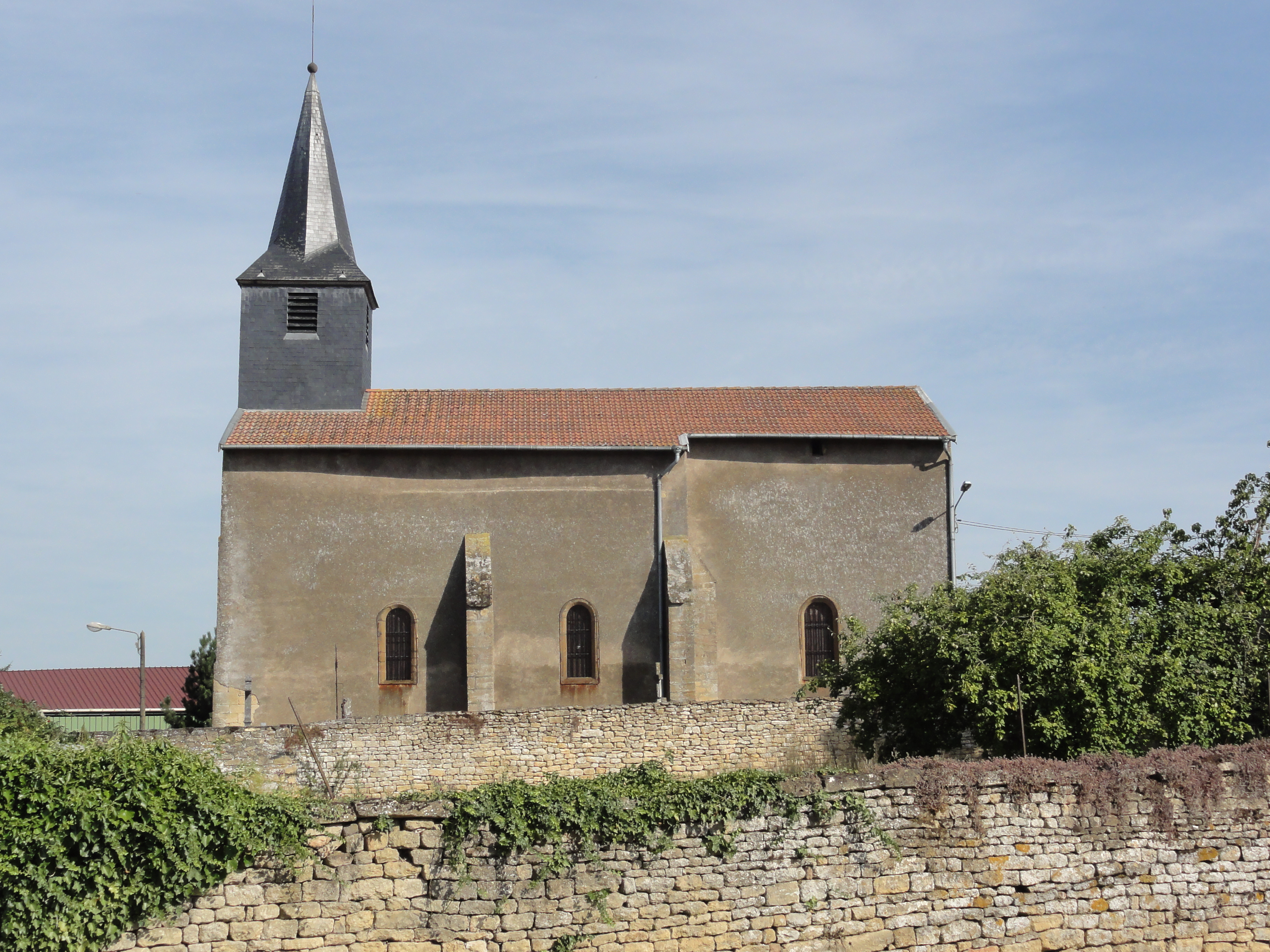
L'église Saint-Martin de Réchicourt.
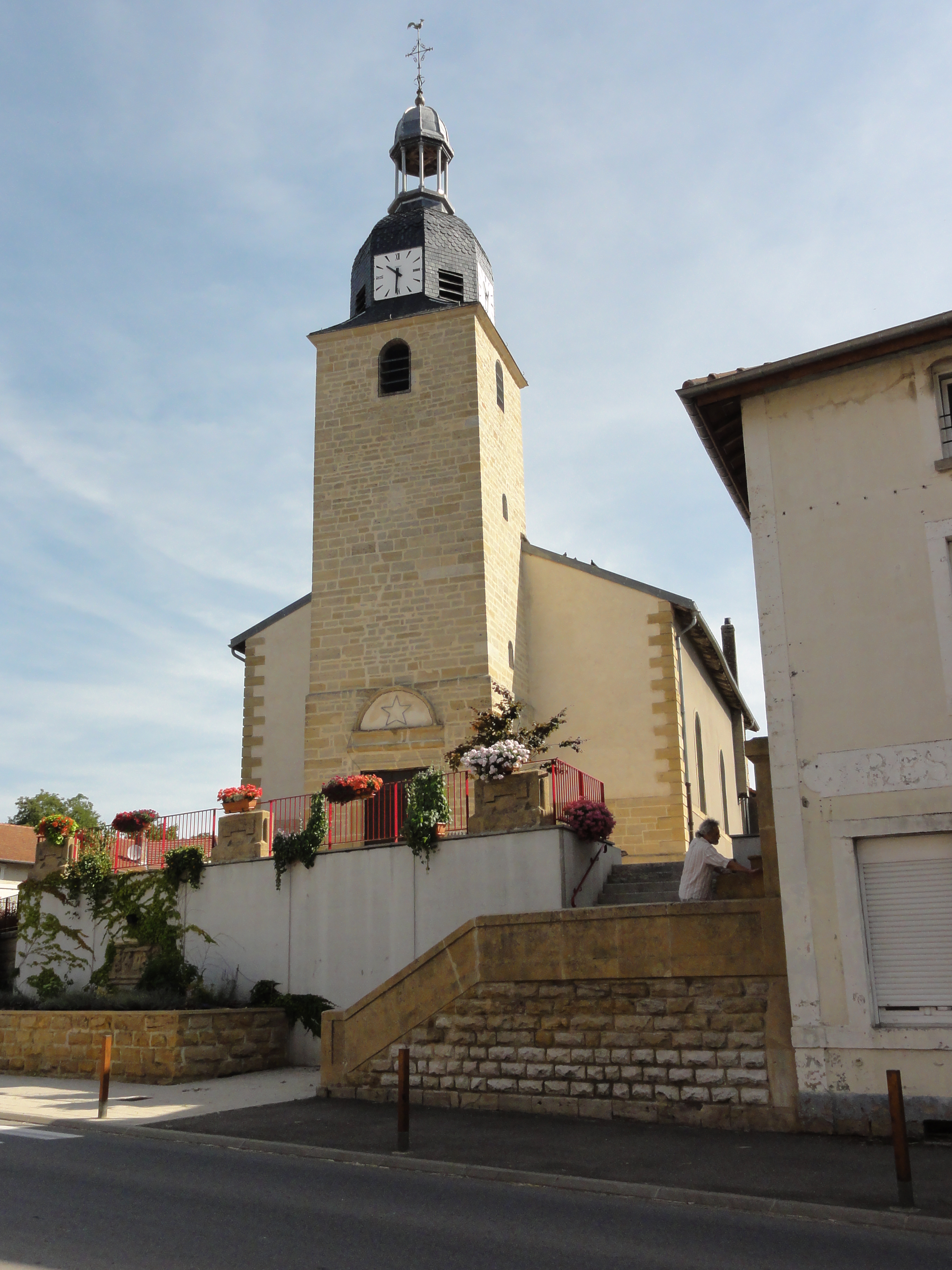
L'église Saint-Pierre de Spincourt.
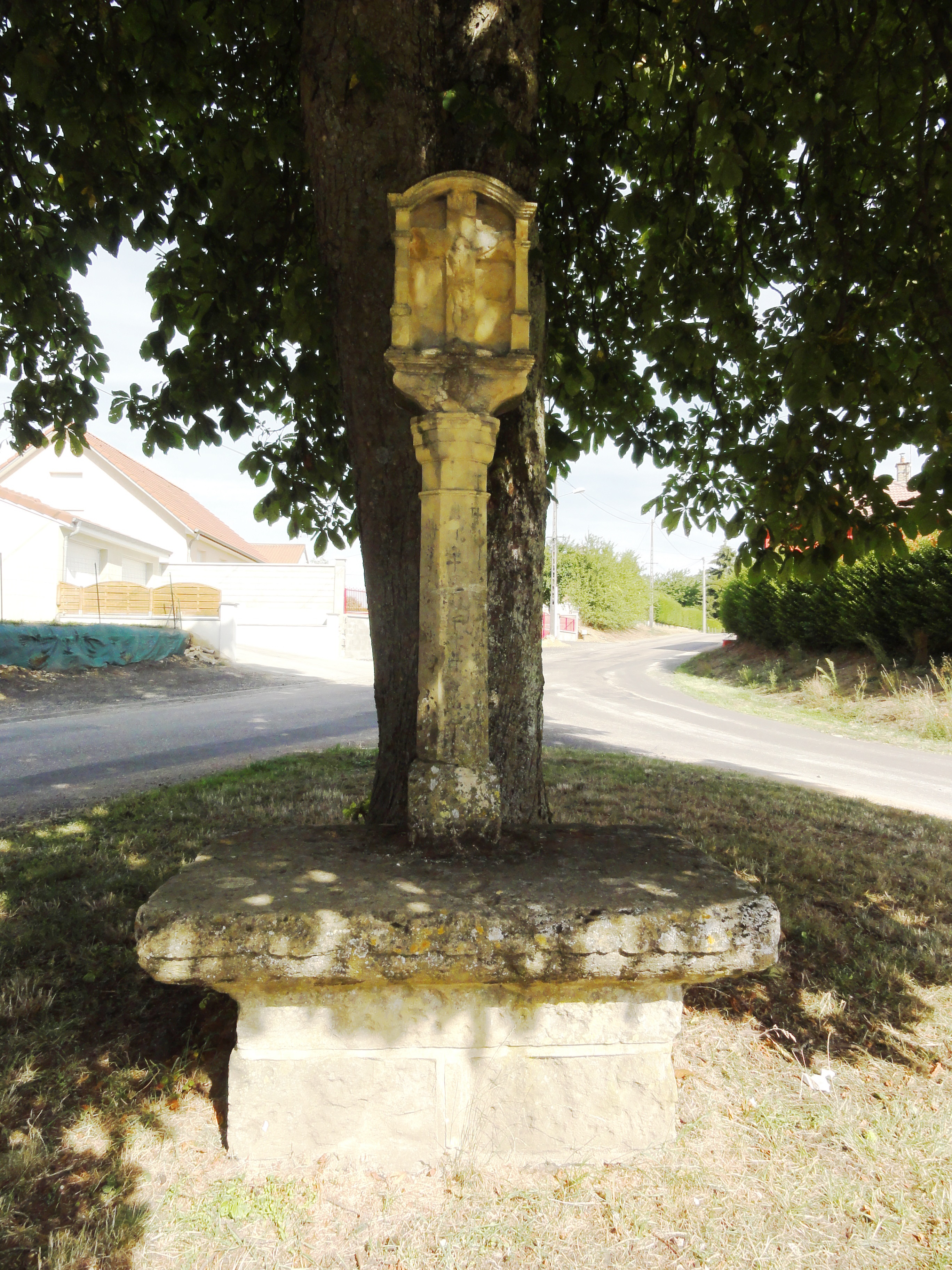
Croix sculptée à Spincourt.
Croix carolingienne d'Ollières.
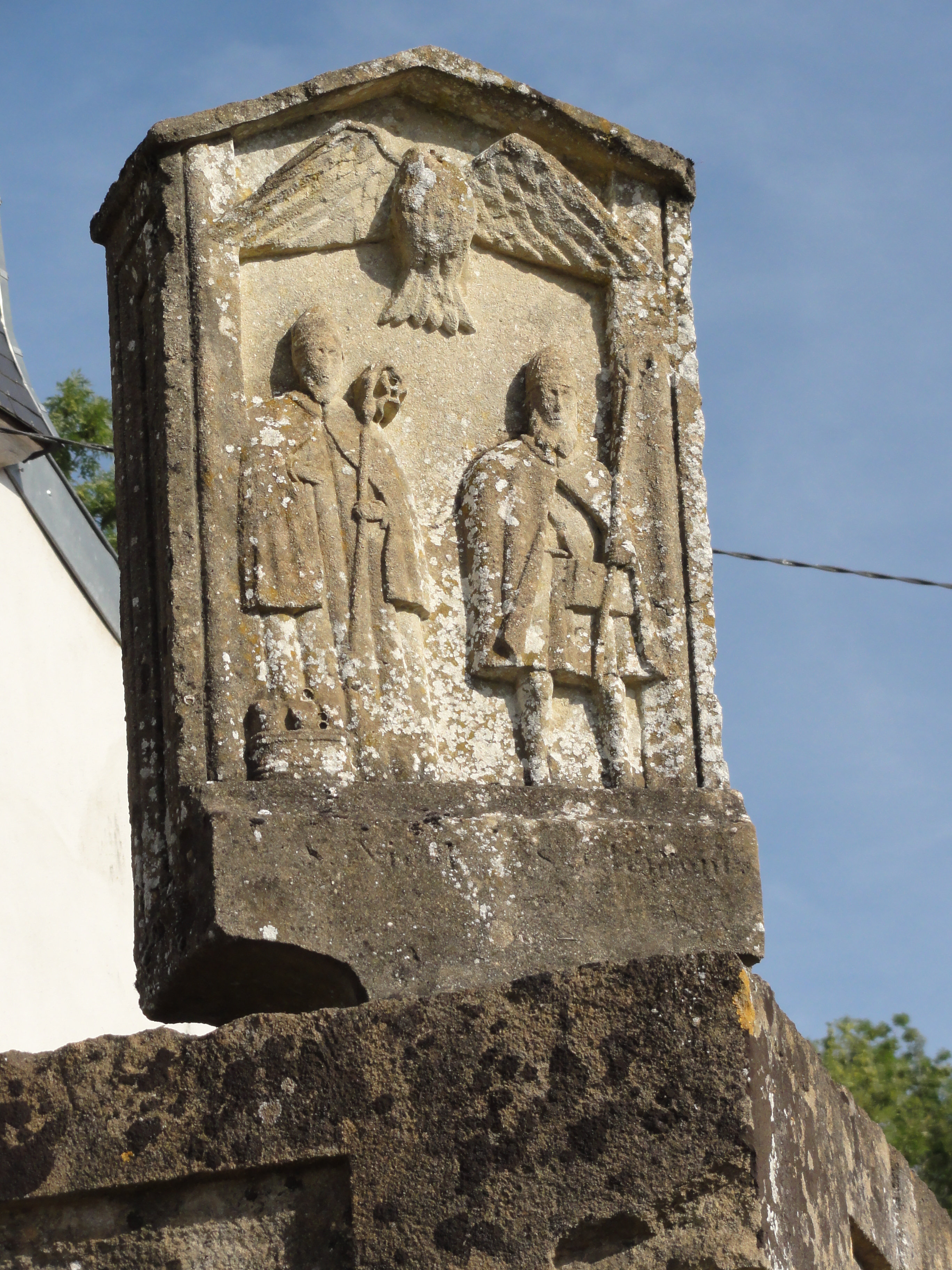
Croix sculptée Ollières, verso (saints Cosme et Damien).

#### Monuments civils
- Un château construit au XIXe siècle sous la monarchie de Juillet.
- La mairie de Spincourt construite sous Louis-Philippe a abrité la justice de paix jusque dans les années 1950.
- L'ancienne mairie-école de Réchicourt.
- L'ancienne mairie d'Ollières.

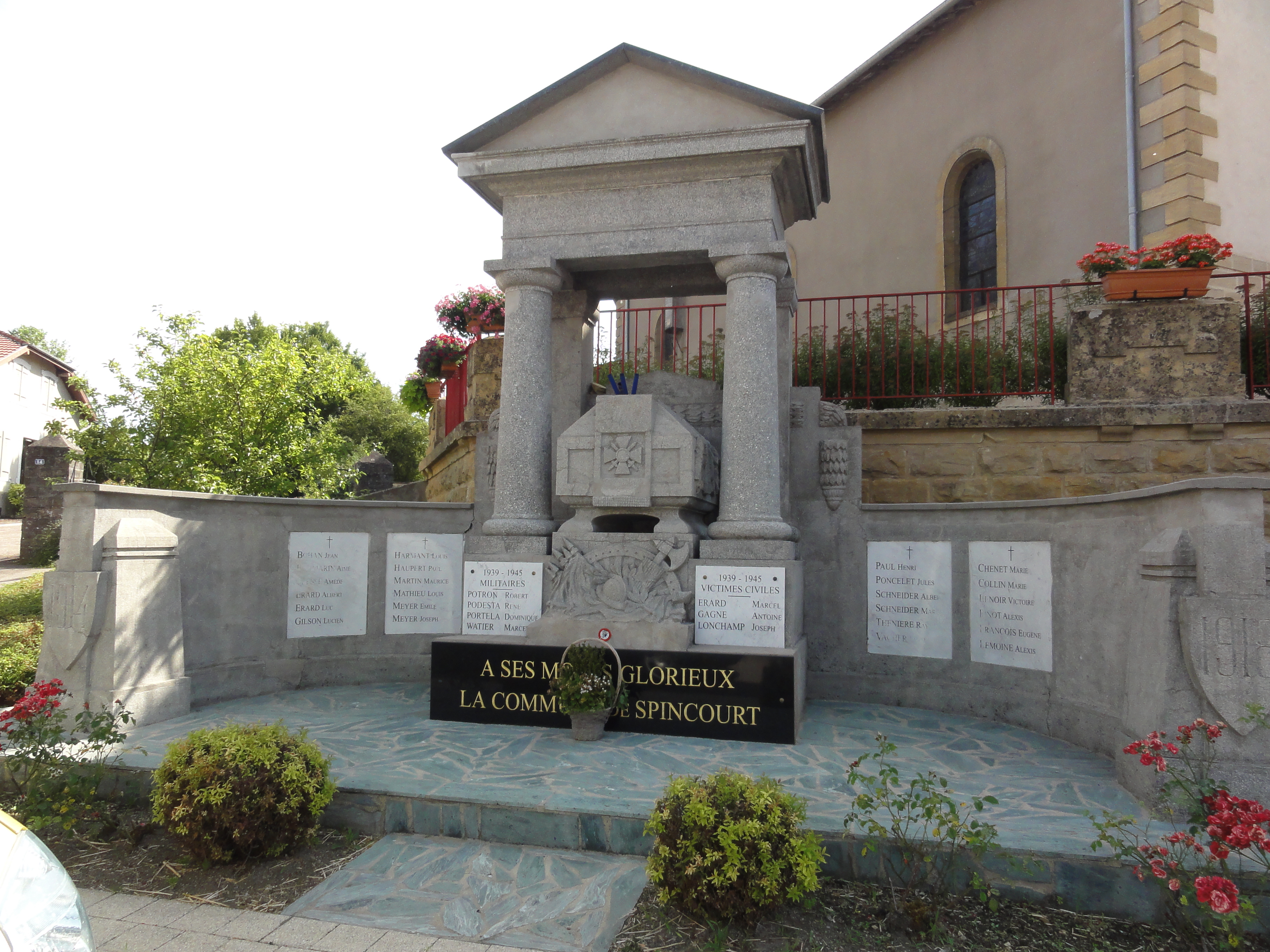
Monument aux morts de Spincourt.
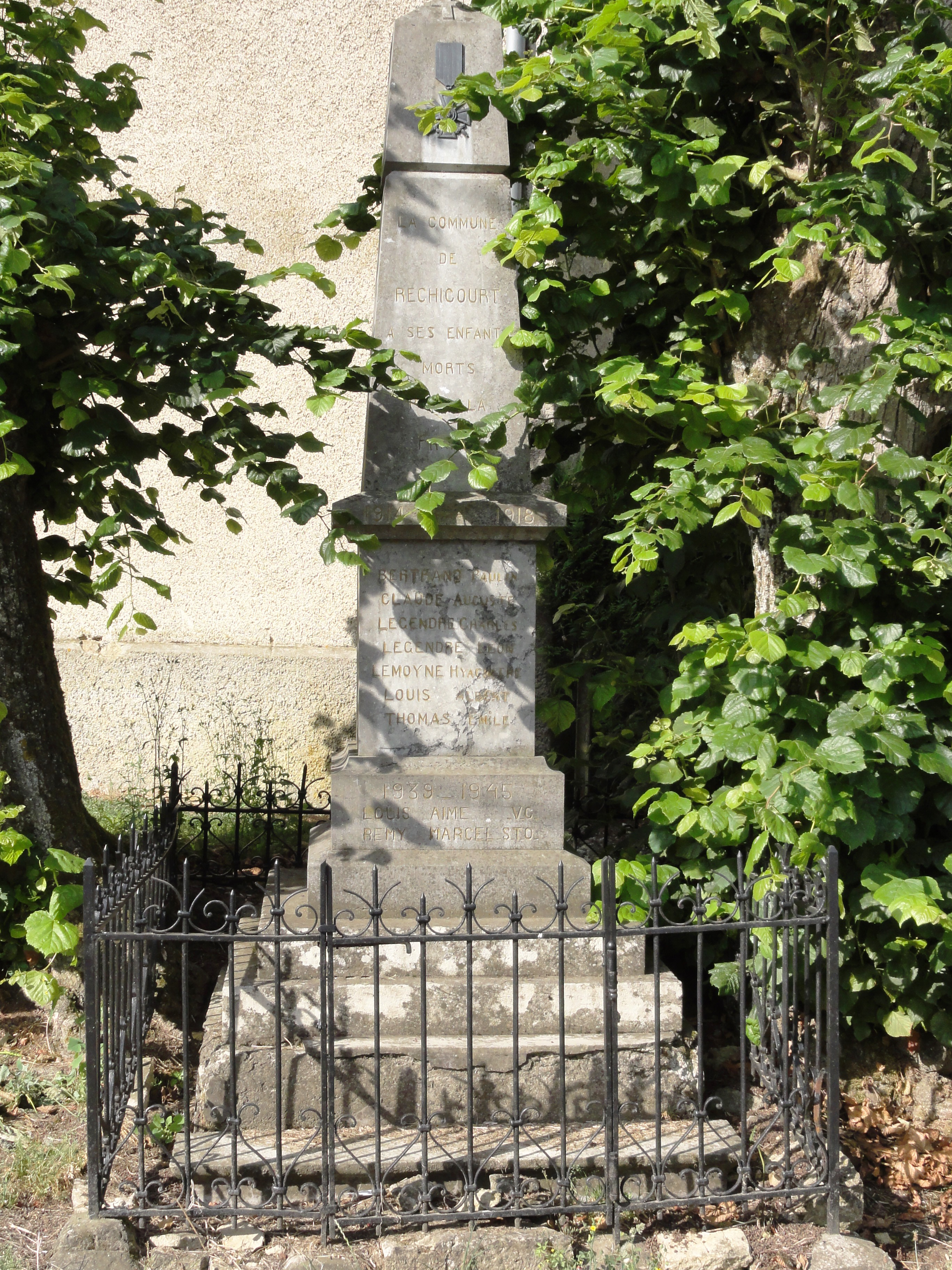
Monument aux morts de Réchicourt.
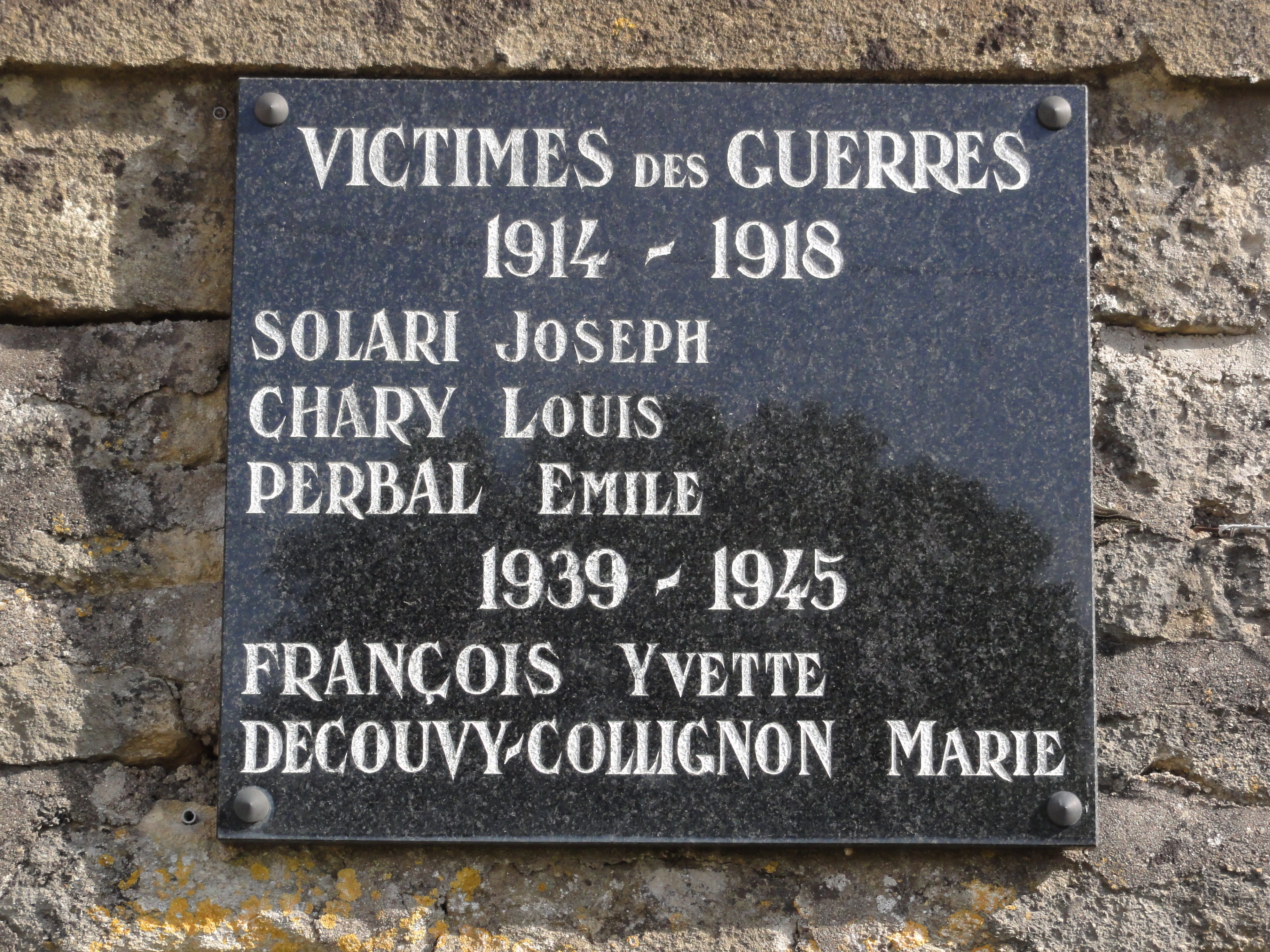
Plaque monument aux morts sur le mur du cimetière de Haucourt-la-Rigole.
- Plaque monument aux morts sur le mur du cimetière d'Houdelaucourt-sur-Othain.
- Plaque monument aux morts sur le mur du cimetière d'Ollières.
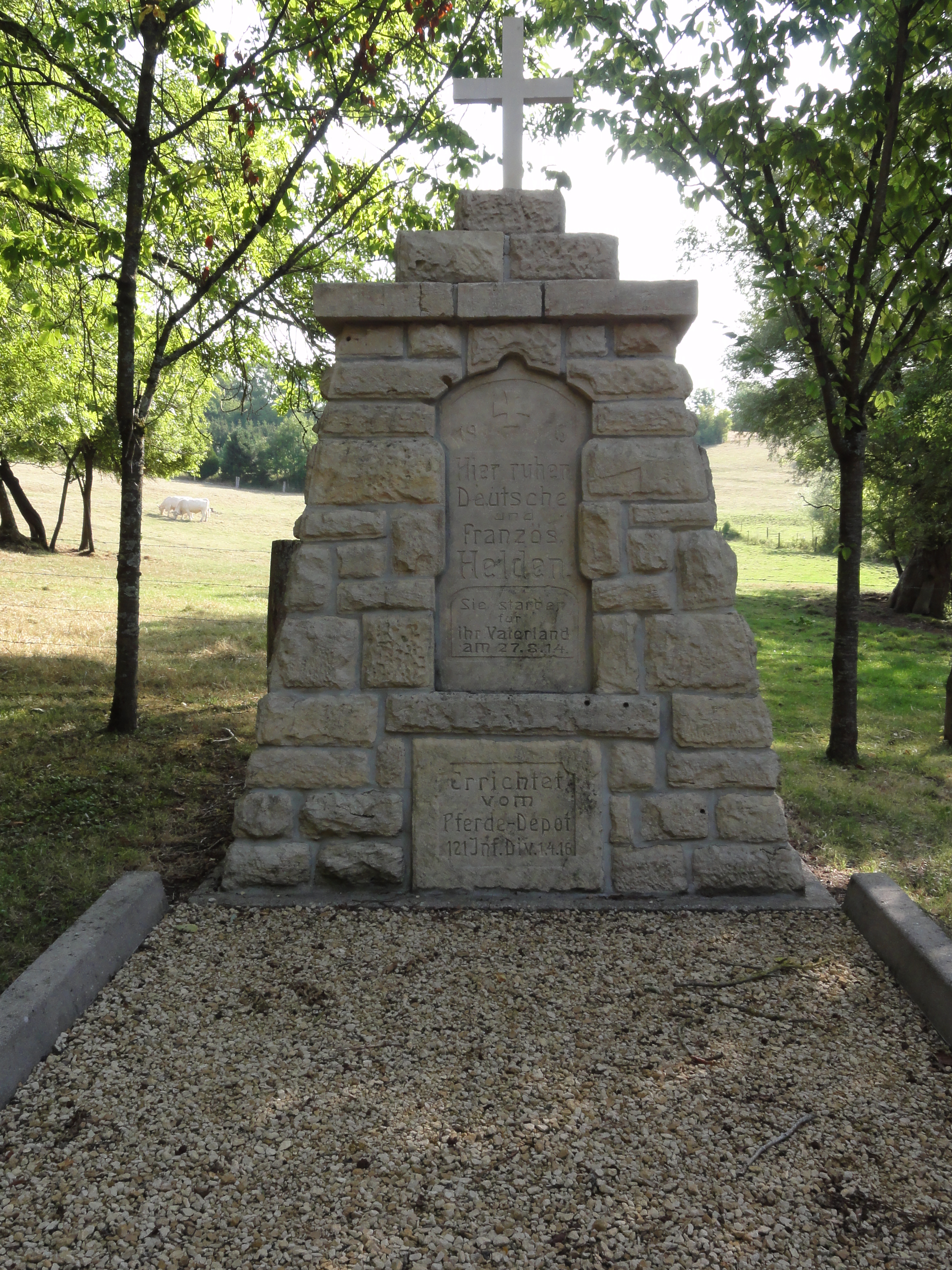
Mémorial allemand à Ollières.
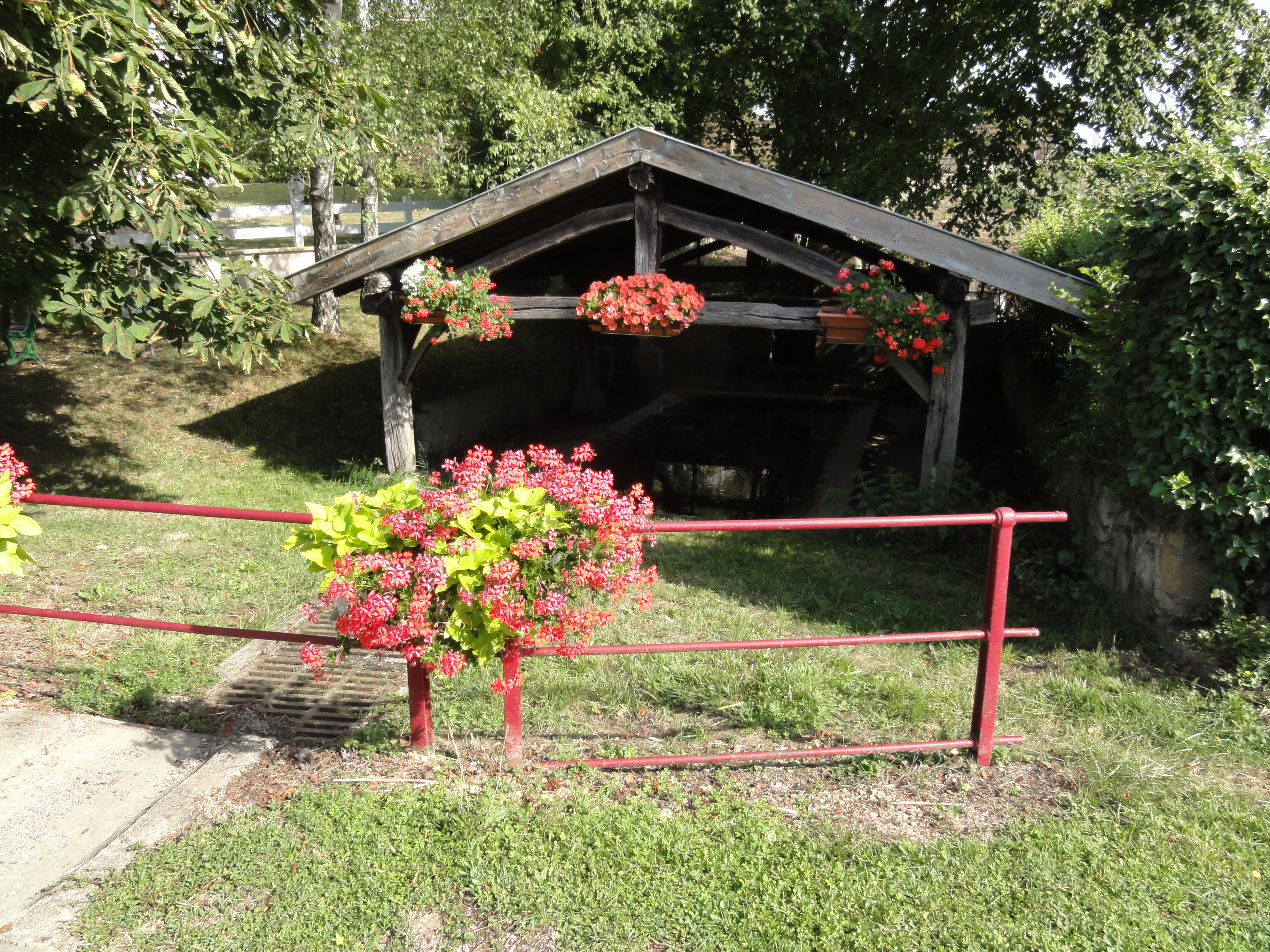
Lavoir à Spincourt.
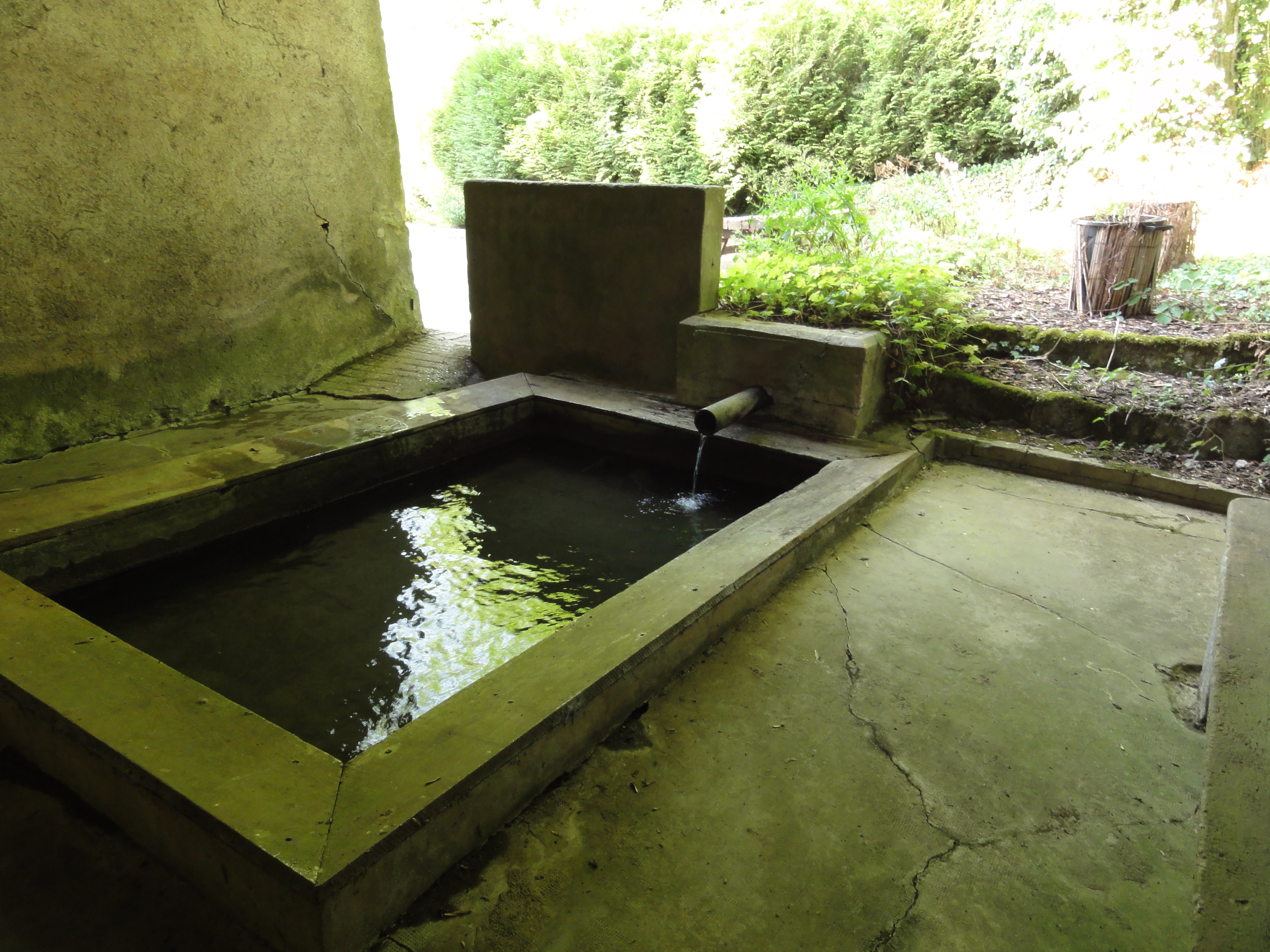
Fontaine-lavoir à Ollières.

- Monument aux morts de Spincourt.
- Monument aux morts de Réchicourt.
- Plaque monument aux morts d'Ollières.
- Mémorial allemand à Ollières.
- Lavoir à Spincourt.
- Fontaine-lavoir à Ollières.

### Personnalités liées à la commune
- Louis Bertrand (1866-1941), de l’Académie française, romancier et essayiste.